# Et al.
Et al. (zkratka z et alia) je latinský výraz znamenající „a jiní“ nebo „a další“ ve vztahu ke jménům osob. Používá se zejména jako zkratka při udávání autorů v akademických textech. Tímto způsobem se uvádí odkaz na citované dílo, které má tři nebo více autorů. Následně se všichni autoři uvedou v příslušné části článku nebo knihy (nejčastěji „Přehled literatury“) s úplnou bibliografickou citací podle normy ISO 690.
V minulosti se často používal pro označení skupiny autorů i výraz a kolektiv (zkratkou a kol.), který však již nová norma nepřipouští.